# District de Tokaj
Le district de Tokaj (en hongrois : Tokaji járás) est un des 16 districts du comitat de Borsod-Abaúj-Zemplén en Hongrie. Créé en 2013, il compte 13 383 habitants et rassemble 11 localités : 10 communes et une seule ville, Tokaj, son chef-lieu.
Cette entité existait déjà auparavant, d'abord au sein du comitat de Zemplén puis dans celui de Borsod-Abaúj-Zemplén à partir de la réorganisation comitale de 1950. Il a disparu en 1952.

## Localités
- Bodrogkeresztúr
- Bodrogkisfalud
- Csobaj
- Erdőbénye
- Szegi
- Szegilong
- Taktabáj
- Tarcal
- Tiszaladány
- Tiszatardos
- Tokaj